# Brunswick (Newcastle upon Tyne)

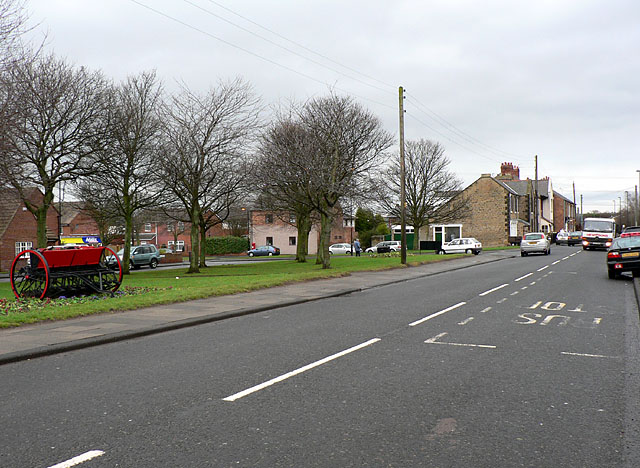
Brunswick

Brunswick ist sowohl ein Dorf als auch eine Gemeinde in dem Metropolitan Borough Newcastle upon Tyne, England. Der Ort liegt etwa 16 Kilometer nördlich des Stadtzentrums. Die Fernstraße A1 verläuft durch den Ort, der durch Reihenbaubesiedelung gekennzeichnet ist. Zu den wichtigsten Bauwerken gehören die St. Columba’s Methodist Church und die St. Johns Reformed United Church.
Im Westen des Ortes befindet sich ein kleines Gewerbegebiet. Mit der Hazlewodd Community Primary School verfügt Brunswick über eine Grundschule.
Koordinaten: 55° 3′ N, 1° 38′ W